# Чуваш-Пай
Чуваш-Пай — деревня в Гурьевском районе Кемеровской области. Входит в состав Сосновского сельского поселения.

## История
Основана в 1930 году семьями переехавшими в 1928—29 годах из Чувашии в рамках планового переселения народов СССР. Жители занимались скотоводством, полеводством.
В 1932 году на базе деревни был организован колхоз «им. Красной Армии».
В 1957 году колхоз преобразован в совхоз «Салаирский». Имелись клуб, библиотека, магазин.

## География
Центральная часть населённого пункта расположена на высоте 335 метров над уровнем моря.
Улицы: 50 лет Октября, Луговая, Полевая.

## Население
По данным Всероссийской переписи населения 2010 года, в деревне Чуваш-Пай проживает 263 человека (126 мужчин, 137 женщин).

## Транспорт
Ходит рейсовый автобус из Гурьевска.